# Острозька міська рада
Остро́зька міська́ ра́да — орган місцевого самоврядування Острозької міської громади. Адміністративний центр — місто обласного значення Острог.

## Населені пункти
Міській раді підпорядковані населені пункти:
- місто Острог
- село Розваж
- село Білашів
- село Древ'янче
- село Радужне
- село Точевики
- село Бухарів
- село Завизів
- село Михалківці
- село Вельбівно
- село Бадівка
- село Верхів
- село Лебеді
- село Шлях
- село Вілія
- село Грем'яче
- село Грозів
- село Михайлівка
- село Кутянка
- село Батьківці
- село Болотківці
- село Данилівка
- село Ілляшівка
- село Межиріч
- село Прикордонне
- село Слобідка
- село Могиляни
- село Черняхів
- село Мощаниця
- село Волосківці
- село Кургани
- село Новомалин
- село Лючин
- село Новородчиці
- село Посива
- село Теремне
- село Оженин
- село Бродів
- село Країв
- село Стадники
- село Плоске
- село Завидів
- село Почапки
- село Милятин
- село Сіянці
- село Кураж
- село Садки
- село Тесів
- село Хрінів
- село Українка
- село Бубнівка
- село Вишеньки
- село Гай
- село Дубини
- село Хорів
- село Бродівське

## Населення
Розподіл населення за віком та статтю (2001):
| Стать | Всього | До 15 років | 15-24 | 25-44 | 45-64 | 65-85 | Понад 85 |
| --- | ------ | ----------- | ----- | ----- | ----- | ----- | -------- |
| Чоловіки | 6365   | 1284        | 1378  | 1825  | 1342  | 517   | 19       |
| Жінки | 7959   | 1247        | 1959  | 1969  | 1761  | 965   | 58       |
| \| Статево-вікова піраміда \| Статево-вікова піраміда \| Статево-вікова піраміда \| \| ----------------------- \| ----------------------- \| ----------------------- \| \| Чоловіки \| Вік \| Жінки \| \| 19 \| 85 + \| 58 \| \| 49 \| 80-84 \| 99 \| \| 90 \| 75-79 \| 242 \| \| 161 \| 70-74 \| 297 \| \| 217 \| 65-69 \| 327 \| \| 301 \| 60-64 \| 415 \| \| 248 \| 55-59 \| 336 \| \| 403 \| 50-54 \| 506 \| \| 390 \| 45-49 \| 504 \| \| 503 \| 40-44 \| 520 \| \| 405 \| 35-39 \| 468 \| \| 440 \| 30-34 \| 466 \| \| 477 \| 25-29 \| 515 \| \| 585 \| 20-24 \| 810 \| \| 793 \| 15-20 \| 1149 \| \| 552 \| 10-14 \| 508 \| \| 440 \| 5-9 \| 431 \| \| 292 \| 0-4 \| 308 \| |        |             |       |       |       |       |          |
| Статево-вікова піраміда |        |             |       |       |       |       |          |
| Чоловіки | Вік    | Жінки       |       |       |       |       |          |
| 19 | 85 +   | 58          |       |       |       |       |          |
| 49 | 80-84  | 99          |       |       |       |       |          |
| 90 | 75-79  | 242         |       |       |       |       |          |
| 161 | 70-74  | 297         |       |       |       |       |          |
| 217 | 65-69  | 327         |       |       |       |       |          |
| 301 | 60-64  | 415         |       |       |       |       |          |
| 248 | 55-59  | 336         |       |       |       |       |          |
| 403 | 50-54  | 506         |       |       |       |       |          |
| 390 | 45-49  | 504         |       |       |       |       |          |
| 503 | 40-44  | 520         |       |       |       |       |          |
| 405 | 35-39  | 468         |       |       |       |       |          |
| 440 | 30-34  | 466         |       |       |       |       |          |
| 477 | 25-29  | 515         |       |       |       |       |          |
| 585 | 20-24  | 810         |       |       |       |       |          |
| 793 | 15-20  | 1149        |       |       |       |       |          |
| 552 | 10-14  | 508         |       |       |       |       |          |
| 440 | 5-9    | 431         |       |       |       |       |          |
| 292 | 0-4    | 308         |       |       |       |       |          |

## Склад ради
Рада складається з 30 депутатів та голови.
- Голова ради: Ягодка Юрій Петрович (до 31 січня 2025) [3]
- Секретар ради: Хмарук Тарас Віталійович

### Керівний склад попередніх скликань
| ПІБ                          | Основні відомості                                                                   | Дата обрання | Дата звільнення |
| ---------------------------- | ----------------------------------------------------------------------------------- | ------------ | --------------- |
| Пустовіт Тарас Олександрович | Міський голова, 1965 року народження, член Всеукраїнського об'єднання «Батьківщина» | 26.03.2006   | 31.10.2010      |
| Шикер Олександр Федорович    | Міський голова, 1962 року народження, освіта вища, безпартійний                     | 31.10.2010   |                 |

Примітка: таблиця складена за даними джерела

### Депутати
За результатами місцевих виборів 2010 року депутатами ради стали:

#### За суб'єктами висування
| Суб'єкт висування                                       | Кількість обраних депутатів | %    |
| ------------------------------------------------------- | --------------------------- | ---- |
| Політична партія Всеукраїнське об'єднання «Батьківщина» | 19                          | 63,3 |
| Партія регіонів                                         | 3                           | 10   |
| Політична партія Всеукраїнське об'єднання «Свобода»     | 3                           | 10   |
| Політична партія «Сильна Україна»                       | 3                           | 10   |
| Політична партія «Наша Україна»                         | 2                           | 6,7  |

#### За округами
| № округу                                                | Прізвище, ім'я, по батькові         | Дата визнання обраним | Освіта                    | Партійна приналежність                        | Відомості про обраного депутата |
| ------------------------------------------------------- | ----------------------------------- | --------------------- | ------------------------- | --------------------------------------------- | --- |
| Партія регіонів                                         |                                     |                       |                           |                                               | |
| б/м                                                     | Бащук Лариса Ростиславівна          | 02.11.2010            | Освіта вища               | член Партії регіонів                          | Богоявленський собор, регент |
| б/м                                                     | Гресько Роман Яремович              | 02.11.2010            | Освіта вища               | позапартійний                                 | Держкомзем України в Рівненській обл. м. Рівне, начальник                                                                          |
| б/м                                                     | Ковальчук Наталія Анатоліївна       | 02.11.2010            | Освіта вища               | член Партії регіонів                          | Районна держадміністрація, заступник голови                                                                                        |
| Політична партія Всеукраїнське об'єднання «Батьківщина» |                                     |                       |                           |                                               | |
| б/м                                                     | Мініч Лариса Степанівна             | 02.11.2010            | Освіта вища               | член Всеукраїнського об'єднання «Батьківщина» | Національний університет «Острозька академія», викладач української філології                                                      |
| б/м                                                     | Миронюк Василь Миколайович          | 02.11.2010            | Освіта вища               | член Всеукраїнського об'єднання «Батьківщина» | Обласна протитуберкульозна лікарня, заступник головного лікаря по АТУ                                                              |
| б/м                                                     | Мацун Володимир Степанович          | 02.11.2010            | Освіта вища               | член Всеукраїнського об'єднання «Батьківщина» | КП «Водоканал», директор |
| б/м                                                     | Панчук Віктор Агафангелович         | 02.11.2010            | Освіта вища               | член Всеукраїнського об'єднання «Батьківщина» | приватний підприємець |
| б/м                                                     | Систалюк Зоя Федорівна              | 02.11.2010            | Освіта вища               | член Всеукраїнського об'єднання «Батьківщина» | Міськвиконком, начальник відділу культури                                                                                          |
| б/м                                                     | Стецюк Оля Володимирівна            | 02.11.2010            | Освіта вища               | член Всеукраїнського об'єднання «Батьківщина» | Міський відділ у справах сім'ї, молоді та спорту, головний спеціаліст                                                              |
| 1                                                       | Аршинов Григорій Йосипович          | 02.11.2010            | Освіта вища               | позапартійний                                 | Будівельна компанія «Вежа», директор                                                                                               |
| 2                                                       | Кузьменко Ігор Юрійович             | 02.11.2010            | Освіта вища               | член Всеукраїнського об'єднання «Батьківщина» | Острозька загальноосвітня школа І-ІІІ ст. № 1, заступник директора                                                                 |
| 3                                                       | Корнійчук Олександр Васильович      | 02.11.2010            | Освіта вища               | член Всеукраїнського об'єднання «Батьківщина» | Острозька міська рада, перший заступник міського голови                                                                            |
| 4                                                       | Параниця Алла Володимирівна         | 02.11.2010            | Освіта вища               | член Всеукраїнського об'єднання «Батьківщина» | Острозький НВК «Школа І-ІІІ ст. — гімназія», директор                                                                              |
| 5                                                       | Хохліч Василь Миколайович           | 02.11.2010            | Освіта вища               | позапартійний                                 | приватний підприємець |
| 6                                                       | Пацурковська Надія Федорівна        | 02.11.2010            | Освіта вища               | член Всеукраїнського об'єднання «Батьківщина» | Відділ освіти Острозької міської ради, головний бухгалтер                                                                          |
| 7                                                       | Степанюк Володимир Вікторович       | 02.11.2010            | Освіта вища               | член Всеукраїнського об'єднання «Батьківщина» | Відділ Держкомзему в м. Острог Рівненської області, начальник                                                                      |
| 8                                                       | Грищук Олена Володимирівна          | 02.11.2010            | Освіта вища               | член Всеукраїнського об'єднання «Батьківщина» | Острозький міський територіальний центр по соціальному обслуговуванню одиноких громадян похилого віку та інвалідів міста, директор |
| 11                                                      | Зінчук Юрій Іванович                | 02.11.2010            | Освіта середня спеціальна | член Всеукраїнського об'єднання «Батьківщина» | приватний підприємець |
| 12                                                      | Олішевський Олександр Валентинович  | 02.11.2010            | Освіта вища               | член Всеукраїнського об'єднання «Батьківщина» | Магазин «Техносвіт», м. Острог, директор                                                                                           |
| 13                                                      | Тимчук Любов Олександрівна          | 02.11.2010            | Освіта вища               | член Всеукраїнського об'єднання «Батьківщина» | Острозька загальноосвітня школа І-ІІІ ст. № 3, директор                                                                            |
| 14                                                      | Добровольський Микола Володимирович | 02.11.2010            | Освіта вища               | член Всеукраїнського об'єднання «Батьківщина» | Острозька міська рада, секретар ради                                                                                               |
| 15                                                      | Ткачук Іван Іванович                | 02.11.2010            | Освіта вища               | член Всеукраїнського об'єднання «Батьківщина» | тимчасово не працює |
| Політична партія Всеукраїнське об'єднання «Свобода»     |                                     |                       |                           |                                               | |
| б/м                                                     | Рибачок Сергій Леонідович           | 02.11.2010            | Освіта вища               | член Всеукраїнського об'єднання «Свобода»     | Національний університет «Острозька академія», викладач                                                                            |
| б/м                                                     | Шевчук Ольга Борисівна              | 02.11.2010            | Освіта вища               | член Всеукраїнського об'єднання «Свобода»     | приватний підприємець |
| 10                                                      | Олексійчук Юрій Володимирович       | 02.11.2010            | Освіта вища               | член Всеукраїнського об'єднання «Свобода»     | Національний університет «Острозька академія», викладач                                                                            |
| Політична партія «Наша Україна»                         |                                     |                       |                           |                                               | |
| б/м                                                     | Ягодка Юрій Петрович                | 02.11.2010            | Освіта вища               | член Політичної партії «Наша Україна»         | приватний підприємець |
| б/м                                                     | Самолюк Василь Васильович           | 02.11.2010            | Освіта вища               | член Політичної партії «Наша Україна»         | Національний університет «Острозька академія», старший викладач кафедри цивільно-правових дисциплін                                |
| Політична партія «Сильна Україна»                       |                                     |                       |                           |                                               | |
| б/м                                                     | Главацький Борис Борисович          | 02.11.2010            | Освіта вища               | позапартійний                                 | приватний підприємець |
| б/м                                                     | Захарчук Сергій Григорович          | 22.12.2010            | Освіта вища               | член Політичної партії «Сильна Україна»       | Студія зовнішньої реклами, комерційний директор                                                                                    |
| 9                                                       | Іщук Сергій Іванович                | 02.11.2010            | Освіта вища               | член Політичної партії «Сильна Україна»       | Національний університет «Острозька академія», старший викладач                                                                    |